# Avinguda Tibidabo (metropolitana di Barcellona)
Avinguda Tibidabo è una stazione della linea 7 della metropolitana di Barcellona gestita da FGC. Si trova sotto al Carrer de Balmes, in corrispondenza della Plaça John F. Kennedy tra il quartiere della Bonanova e quello di El Putxet, nel distretto barcellonese di Sarrià-Sant Gervasi. È la stazione terminale della linea.
La stazione è stata inaugurata nel 1954, in corrispondenza dell'apertura della tratta tra Gràcia e questa stazione. È a binario unico, con banchina lunga 66 metri, ed è situata in profondità data la forte pendenza del Carrer de Balmes in quella zona. È dotata di quattro ascensori per raggiungere l'uscita. In superficie, si trova il capolinea del Tramvia Blau che collega la stazione alla Funicolare del Tibidabo.

## Accessi
- Plaça John F. Kennedy